# ATP-seizoen 2018
Het ATP-seizoen in 2018 bestond uit de internationale tennistoernooien, die door de ATP en ITF werden georganiseerd in het kalenderjaar 2018.
Het speelschema omvatte:
- 64 ATP-toernooien, bestaande uit de categorieën:
  - ATP World Tour Masters 1000: 9
  - ATP World Tour 500: 13
  - ATP World Tour 250: 40
  - ATP Finals: eindejaarstoernooi voor de 8 beste tennissers/dubbelteams.
  - Next Generation ATP Finals: eindejaarstoernooi voor de 7 beste tennissers jonger dan 21 jaar (+ 1 wildcard), geen ATP-punten.
- 6 ITF-toernooien, bestaande uit de:
  - 4 grandslamtoernooien;
  - Davis Cup: landenteamtoernooi, geen ATP-punten;
  - Hopman Cup: landenteamtoernooi voor gemengde tenniskoppels, geen ATP-punten.

## Verschillen met vorig jaar
- Het ATP-toernooi van Chennai verhuisde naar Pune, dat werd gepromoveerd van de Challenger-categorie naar de ATP 250 categorie.[1]
- Het ATP-toernooi van Memphis werd verplaatst naar Uniondale (Long Island).[2]

## Speelschema

### Legenda
| Grand Slams                 |
| Olympische Spelen           |
| ATP World Tour Finals       |
| ATP World Tour Masters 1000 |
| ATP World Tour 500          |
| ATP World Tour 250          |
| Toernooien voor teams       |

Codering
De codering voor het aantal deelnemers.
128S/128Q/64D/32X
- 128 deelnemers aan hoofdtoernooi (S)
- 128 aan het kwalificatietoernooi (Q)
- 64 koppels in het dubbelspel (D)
- 32 koppels in het gemengd dubbelspel (X)

Alle toernooien worden in principe buiten gespeeld, tenzij anders vermeld.
RR = groepswedstrijden, (i) = indoor

### Januari
| Week van              | Toernooi | Winnaar(s) | Finalist(en)                                | Uitslag finale             | Details |
| --------------------- | --- | --- | ------------------------------------------- | -------------------------- | ------- |
| 1 januari             | Hopman Cup Perth, Australië ITF gemengd teamcompetitie AU$ - hardcourt (i) - 8 teams                                   | Zwitserland Roger Federer Belinda Bencic | Duitsland Alexander Zverev Angelique Kerber | 2-1                        | Details |
| 1 januari             | Brisbane International presented by Suncorp Brisbane, Australië ATP World Tour 250 $ 468.910 - hardcourt - 28S/16Q/16D | Nick Kyrgios | Ryan Harrison                               | 6-4, 6-2                   | Details |
| 1 januari             | Brisbane International presented by Suncorp Brisbane, Australië ATP World Tour 250 $ 468.910 - hardcourt - 28S/16Q/16D | Henri Kontinen John Peers | Leonardo Mayer Horacio Zeballos             | 3-6, 6-3, [10-2]           | Details |
| 1 januari             | Maharashtra Open Pune, India ATP World Tour 250 $ 501.345 - hardcourt - 28S/16Q/16D                                    | Gilles Simon | Kevin Anderson                              | 7-6(4), 6-2                | Details |
| 1 januari             | Maharashtra Open Pune, India ATP World Tour 250 $ 501.345 - hardcourt - 28S/16Q/16D                                    | Robin Haase Matwé Middelkoop | Pierre-Hugues Herbert Gilles Simon          | 7-6(5), 7-6(5)             | Details |
| 1 januari             | Qatar ExxonMobil Open Doha, Qatar ATP World Tour 250 $ 1.286.675 - hardcourt - 32S/16Q/16D                             | Gaël Monfils | Andrej Roebljov                             | 6-2, 6-3                   | Details |
| 1 januari             | Qatar ExxonMobil Open Doha, Qatar ATP World Tour 250 $ 1.286.675 - hardcourt - 32S/16Q/16D                             | Oliver Marach Mate Pavić | Jamie Murray Bruno Soares                   | 6-2, 7-6(6)                | Details |
| 8 januari             | Apia International Sydney Sydney, Australië ATP World Tour 250 $ 468.910 - hardcourt - 28S/16Q/16D                     | Daniil Medvedev | Alex de Minaur                              | 1-6, 6-4, 7-5              | Details |
| 8 januari             | Apia International Sydney Sydney, Australië ATP World Tour 250 $ 468.910 - hardcourt - 28S/16Q/16D                     | Łukasz Kubot Marcelo Melo | Jan-Lennard Struff Viktor Troicki           | 6-3, 6-4                   | Details |
| 8 januari             | ASB Classic Auckland, Nieuw-Zeeland ATP World Tour 250 $ 501.345 - hardcourt - 28S/16Q/16D                             | Roberto Bautista Agut | Juan Martín del Potro                       | 6-1, 4-6, 7-5              | Details |
| 8 januari             | ASB Classic Auckland, Nieuw-Zeeland ATP World Tour 250 $ 501.345 - hardcourt - 28S/16Q/16D                             | Oliver Marach Mate Pavić | Maks Mirni Philipp Oswald                   | 6-4, 5-7, [10-7]           | Details |
| 15 januari 22 januari | Australian Open Melbourne, Australië Grand Slam AU$ 25.096.000 - hardcourt 128S/128Q/64D/32X                           | Roger Federer | Marin Čilić                                 | 6-2, 6-7(5), 6-3, 3-6, 6-1 | Details |
| 15 januari 22 januari | Australian Open Melbourne, Australië Grand Slam AU$ 25.096.000 - hardcourt 128S/128Q/64D/32X                           | Oliver Marach Mate Pavić | Juan Sebastián Cabal Robert Farah Maksoud   | 6-4, 6-4                   | Details |
| 15 januari 22 januari | Australian Open Melbourne, Australië Grand Slam AU$ 25.096.000 - hardcourt 128S/128Q/64D/32X                           | Gabriela Dabrowski Mate Pavić | Tímea Babos Rohan Bopanna                   | 2-6, 6-4, [11-9]           | Details |
| 29 januari            | Davis Cup (1e ronde)                                                                                                   | Frankrijk 3-1 Nederland Italië 3-1 Japan Spanje 3-1 Verenigd Koninkrijk Duitsland 3-1 Australië Kazachstan 4-1 Zwitserland Kroatië 3-1 Canada Verenigde Staten 3-1 Servië België 3-2 Hongarije |                                             |                            | Details |

### Februari
| Week van    | Toernooi | Winnaar(s)                            | Finalist(en)                              | Uitslag finale      | Details |
| ----------- | --- | ------------------------------------- | ----------------------------------------- | ------------------- | ------- |
| 5 februari  | Open Sud de France Montpellier, Frankrijk ATP World Tour 250 € 501.345 - hardcourt (i) - 28S/16Q/16D                              | Lucas Pouille                         | Richard Gasquet                           | 7-6(2), 6-4         | Details |
| 5 februari  | Open Sud de France Montpellier, Frankrijk ATP World Tour 250 € 501.345 - hardcourt (i) - 28S/16Q/16D                              | Ken Skupski Neal Skupski              | Ben McLachlan Hugo Nys                    | 7-6(2), 6-4         | Details |
| 5 februari  | Sofia Open Sofia, Bulgarije ATP World Tour 250 € 501.345 - hardcourt (i) - 28S/16Q/16D                                            | Mirza Bašić                           | Marius Copil                              | 7-6(6), 6-7(4), 6-4 | Details |
| 5 februari  | Sofia Open Sofia, Bulgarije ATP World Tour 250 € 501.345 - hardcourt (i) - 28S/16Q/16D                                            | Robin Haase Matwé Middelkoop          | Nikola Mektić Alexander Peya              | 5-7, 6-4, [10-4]    | Details |
| 5 februari  | Ecuador Open Quito Quito, Ecuador ATP World Tour 250 $ 501.345 - gravel - 28S/12Q/16D                                             | Roberto Carballés Baena               | Albert Ramos Viñolas                      | 6-3, 4-6, 6-4       | Details |
| 5 februari  | Ecuador Open Quito Quito, Ecuador ATP World Tour 250 $ 501.345 - gravel - 28S/12Q/16D                                             | Nicolás Jarry Hans Podlipnik Castillo | Austin Krajicek Jackson Withrow           | 7-6(6), 6-3         | Details |
| 12 februari | ABN AMRO World Tennis Tournament Rotterdam, Nederland ATP World Tour 500 € 1.862.925 - hardcourt (i) - 32S/16Q/16D                | Roger Federer                         | Grigor Dimitrov                           | 6-2, 6-2            | Details |
| 12 februari | ABN AMRO World Tennis Tournament Rotterdam, Nederland ATP World Tour 500 € 1.862.925 - hardcourt (i) - 32S/16Q/16D                | Pierre-Hugues Herbert Nicolas Mahut   | Oliver Marach Mate Pavić                  | 2-6, 6-2, [10-7]    | Details |
| 12 februari | New York Open Uniondale, Verenigde Staten ATP World Tour 250 $ 668.460 - hardcourt (i) - 28S/16Q/16D                              | Kevin Anderson                        | Sam Querrey                               | 4-6, 6-3, 7-6(1)    | Details |
| 12 februari | New York Open Uniondale, Verenigde Staten ATP World Tour 250 $ 668.460 - hardcourt (i) - 28S/16Q/16D                              | Maks Mirni Philipp Oswald             | Wesley Koolhof Artem Sitak                | 6-4, 4-6, [10-6]    | Details |
| 12 februari | Argentina Open Buenos Aires, Argentinië ATP World Tour 250 $ 568.190 - gravel - 28S/16Q/16D                                       | Dominic Thiem                         | Aljaž Bedene                              | 6-2, 6-4            | Details |
| 12 februari | Argentina Open Buenos Aires, Argentinië ATP World Tour 250 $ 568.190 - gravel - 28S/16Q/16D                                       | Andrés Molteni Horacio Zeballos       | Juan Sebastián Cabal Robert Farah Maksoud | 6-3, 5-7, [10-7]    | Details |
| 19 februari | Rio Open presented by Claro Rio de Janeiro, Brazilië ATP World Tour 500 $ 1.695.825 - gravel - 32S/16Q/16D                        | Diego Schwartzman                     | Fernando Verdasco                         | 6-2, 6-3            | Details |
| 19 februari | Rio Open presented by Claro Rio de Janeiro, Brazilië ATP World Tour 500 $ 1.695.825 - gravel - 32S/16Q/16D                        | David Marrero Fernando Verdasco       | Nikola Mektić Alexander Peya              | 5-7, 7-5, [10-8]    | Details |
| 19 februari | Delray Beach Open Delray Beach, Verenigde Staten ATP World Tour 250 $ 556.010 - hardcourt - 32S/16Q/16D                           | Frances Tiafoe                        | Peter Gojowczyk                           | 6-1, 6-4            | Details |
| 19 februari | Delray Beach Open Delray Beach, Verenigde Staten ATP World Tour 250 $ 556.010 - hardcourt - 32S/16Q/16D                           | Jack Sock Jackson Withrow             | Nicholas Monroe John-Patrick Smith        | 4-6, 6-4, [10-8]    | Details |
| 19 februari | Open 13 Marseille, Frankrijk ATP World Tour 250 € 645.485 - hardcourt (i) - 28S/16Q/16D                                           | Karen Chatsjanov                      | Lucas Pouille                             | 7-5, 3-6, 7-5       | Details |
| 19 februari | Open 13 Marseille, Frankrijk ATP World Tour 250 € 645.485 - hardcourt (i) - 28S/16Q/16D                                           | Raven Klaasen Michael Venus           | Marcus Daniell Dominic Inglot             | 6-7(2), 6-3, [10-4] | Details |
| 26 februari | Dubai Duty Free Tennis Championships Dubai, Verenigde Arabische Emiraten ATP World Tour 500 $ 2.623.485 - hardcourt - 32S/16Q/16D | Roberto Bautista Agut                 | Lucas Pouille                             | 6-3, 6-4            | Details |
| 26 februari | Dubai Duty Free Tennis Championships Dubai, Verenigde Arabische Emiraten ATP World Tour 500 $ 2.623.485 - hardcourt - 32S/16Q/16D | Jean-Julien Rojer Horia Tecău         | James Cerretani Leander Paes              | 6-2, 7-6(2)         | Details |
| 26 februari | Brasil Open São Paulo, Brazilië ATP World Tour 250 $ 516.205 - gravel (i) - 28S/16Q/16D                                           | Fabio Fognini                         | Nicolás Jarry                             | 1-6, 6-1, 6-4       | Details |
| 26 februari | Brasil Open São Paulo, Brazilië ATP World Tour 250 $ 516.205 - gravel (i) - 28S/16Q/16D                                           | Federico Delbonis Máximo González     | Wesley Koolhof Artem Sitak                | 6-4, 6-2            | Details |
| 26 februari | Abierto Mexicano Telcel presented by HSBC Acapulco, Mexico ATP World Tour 500 $ 1.642.795 - hardcourt - 32S/16Q/16D               | Juan Martín del Potro                 | Kevin Anderson                            | 6-4, 6-4            | Details |
| 26 februari | Abierto Mexicano Telcel presented by HSBC Acapulco, Mexico ATP World Tour 500 $ 1.642.795 - hardcourt - 32S/16Q/16D               | Jamie Murray Bruno Soares             | Bob Bryan Mike Bryan                      | 7-6(4), 7-5         | Details |

### Maart
| Week van          | Toernooi | Winnaar(s)            | Finalist(en)                     | Uitslag finale      | Details |
| ----------------- | --- | --------------------- | -------------------------------- | ------------------- | ------- |
| 5 maart 12 maart  | BNP Paribas Open Indian Wells, Verenigde Staten ATP World Tour Masters 1000 $ 7.972.535 - hardcourt - 96S/48Q/32D      | Juan Martín del Potro | Roger Federer                    | 6-4, 6-7(8), 7-6(2) | Details |
| 5 maart 12 maart  | BNP Paribas Open Indian Wells, Verenigde Staten ATP World Tour Masters 1000 $ 7.972.535 - hardcourt - 96S/48Q/32D      | John Isner Jack Sock  | Bob Bryan Mike Bryan             | 7-6(4), 7-6(2)      | Details |
| 19 maart 26 maart | Miami Open presented by Itaú Miami, Verenigde Staten ATP World Tour Masters 1000 $ 7.972.535 - hardcourt - 96S/48Q/32D | John Isner            | Alexander Zverev                 | 6-7(4), 6-4, 6-4    | Details |
| 19 maart 26 maart | Miami Open presented by Itaú Miami, Verenigde Staten ATP World Tour Masters 1000 $ 7.972.535 - hardcourt - 96S/48Q/32D | Bob Bryan Mike Bryan  | Karen Chatsjanov Andrej Roebljov | 4-6, 7-6(5), [10-4] | Details |

### April
| Week van | Toernooi | Winnaar(s)                                                                                   | Finalist(en)                           | Uitslag finale      | Details |
| -------- | --- | -------------------------------------------------------------------------------------------- | -------------------------------------- | ------------------- | ------- |
| 2 april  | Davis Cup (kwartfinale)                                                                                        | Frankrijk 3-1 Italië Spanje 3-2 Duitsland Kroatië 3-1 Kazachstan Verenigde Staten 4-0 België |                                        |                     | Details |
| 9 april  | Grand Prix Hassan II Marrakesh, Marokko ATP World Tour 250 € 501.345 - gravel - 32S/16Q/16D                    | Pablo Andújar                                                                                | Kyle Edmund                            | 6-2, 6-2            | Details |
| 9 april  | Grand Prix Hassan II Marrakesh, Marokko ATP World Tour 250 € 501.345 - gravel - 32S/16Q/16D                    | Nikola Mektić Alexander Peya                                                                 | Benoît Paire Édouard Roger-Vasselin    | 7-5, 3-6, [10-7]    | Details |
| 9 april  | US Men's Clay Court Championship Houston, Verenigde Staten ATP World Tour 250 $ 557.050 - gravel - 28S/16Q/16D | Steve Johnson                                                                                | Tennys Sandgren                        | 7-6(2), 2-6, 6-4    | Details |
| 9 april  | US Men's Clay Court Championship Houston, Verenigde Staten ATP World Tour 250 $ 557.050 - gravel - 28S/16Q/16D | Maks Mirni Philipp Oswald                                                                    | Andre Begemann Antonio Šančić          | 6-7(2), 6-4, [11-9] | Details |
| 16 april | Monte-Carlo Masters Monte Carlo, Monaco ATP World Tour Masters 1000 € 4.872.105 - gravel - 56S/28Q/24D         | Rafael Nadal                                                                                 | Kei Nishikori                          | 6-3, 6-2            | Details |
| 16 april | Monte-Carlo Masters Monte Carlo, Monaco ATP World Tour Masters 1000 € 4.872.105 - gravel - 56S/28Q/24D         | Bob Bryan Mike Bryan                                                                         | Oliver Marach Mate Pavić               | 7-6(5), 6-3         | Details |
| 23 april | Barcelona Open Banco Sabadell Barcelona, Spanje ATP World Tour 500 € 2.510.900 - gravel - 48S/24Q/16D          | Rafael Nadal                                                                                 | Stéfanos Tsitsipás                     | 6-2, 6-1            | Details |
| 23 april | Barcelona Open Banco Sabadell Barcelona, Spanje ATP World Tour 500 € 2.510.900 - gravel - 48S/24Q/16D          | Feliciano López Marc López                                                                   | Aisam-ul-Haq Qureshi Jean-Julien Rojer | 7-6(5), 6-4         | Details |
| 23 april | Hungarian Open Boedapest, Hongarije ATP World Tour 250 € 501.345 - gravel - 28S/16Q/16D                        | Marco Cecchinato                                                                             | John Millman                           | 7-5, 6-4            | Details |
| 23 april | Hungarian Open Boedapest, Hongarije ATP World Tour 250 € 501.345 - gravel - 28S/16Q/16D                        | Dominic Inglot Franko Škugor                                                                 | Matwé Middelkoop Andrés Molteni        | 6-7(8), 6-1, [10-8] | Details |
| 30 april | BMW Open by FWU AG München, Duitsland ATP World Tour 250 € 501.345 - gravel - 28S/16Q/16D                      | Alexander Zverev                                                                             | Philipp Kohlschreiber                  | 6-3, 6-3            | Details |
| 30 april | BMW Open by FWU AG München, Duitsland ATP World Tour 250 € 501.345 - gravel - 28S/16Q/16D                      | Ivan Dodig Rajeev Ram                                                                        | Nikola Mektić Alexander Peya           | 6-3, 7-5            | Details |
| 30 april | Millennium Estoril Open Estoril, Portugal ATP World Tour 250 € 501.345 - gravel - 28S/16Q/16D                  | João Sousa                                                                                   | Frances Tiafoe                         | 6-4, 6-4            | Details |
| 30 april | Millennium Estoril Open Estoril, Portugal ATP World Tour 250 € 501.345 - gravel - 28S/16Q/16D                  | Kyle Edmund Cameron Norrie                                                                   | Wesley Koolhof Artem Sitak             | 6-4, 6-2            | Details |
| 30 april | TEB BNP Paribas Istanbul Open Istanboel, Turkije ATP World Tour 250 € 426.145 - gravel - 28S/16Q/16D           | Taro Daniel                                                                                  | Malek Jaziri                           | 7-6(4), 6-4         | Details |
| 30 april | TEB BNP Paribas Istanbul Open Istanboel, Turkije ATP World Tour 250 € 426.145 - gravel - 28S/16Q/16D           | Dominic Inglot Robert Lindstedt                                                              | Ben McLachlan Nicholas Monroe          | 3-6, 6-3, [10-8]    | Details |

### Mei
| Week van      | Toernooi                                                                                                | Winnaar(s)                                | Finalist(en)                   | Uitslag finale      | Details |
| ------------- | --- | ----------------------------------------- | ------------------------------ | ------------------- | ------- |
| 7 mei         | Mutua Madrid Open Madrid, Spanje ATP World Tour Masters 1000 € 6.200.860 - gravel - 56S/28Q/24D         | Alexander Zverev                          | Dominic Thiem                  | 6-4, 6-4            | Details |
| 7 mei         | Mutua Madrid Open Madrid, Spanje ATP World Tour Masters 1000 € 6.200.860 - gravel - 56S/28Q/24D         | Nikola Mektić Alexander Peya              | Bob Bryan Mike Bryan           | 5-3, opgave         | Details |
| 14 mei        | Internazionali BNL d'Italia Rome, Italië ATP World Tour Masters 1000 € 4.872.105 - gravel - 56S/28Q/24D | Rafael Nadal                              | Alexander Zverev               | 6-1, 1-6, 6-3       | Details |
| 14 mei        | Internazionali BNL d'Italia Rome, Italië ATP World Tour Masters 1000 € 4.872.105 - gravel - 56S/28Q/24D | Juan Sebastián Cabal Robert Farah Maksoud | Pablo Carreño Busta João Sousa | 3-6, 6-4, [10-4]    | Details |
| 21 mei        | Open Parc Auvergne-Rhône-Alpes Lyon Lyon, Frankrijk ATP World Tour 250 € 501.345 - gravel - 28S/16Q/16D | Dominic Thiem                             | Gilles Simon                   | 3-6, 7-6(1), 6-1    | Details |
| 21 mei        | Open Parc Auvergne-Rhône-Alpes Lyon Lyon, Frankrijk ATP World Tour 250 € 501.345 - gravel - 28S/16Q/16D | Nick Kyrgios Jack Sock                    | Roman Jebavý Matwé Middelkoop  | 7-5, 2-6, [11-9]    | Details |
| 21 mei        | Banque Eric Sturdza Geneva Open Genève, Zwitserland ATP World Tour 250 € 501.345 - gravel - 28S/16Q/16D | Márton Fucsovics                          | Peter Gojowczyk                | 6-2, 6-2            | Details |
| 21 mei        | Banque Eric Sturdza Geneva Open Genève, Zwitserland ATP World Tour 250 € 501.345 - gravel - 28S/16Q/16D | Oliver Marach Mate Pavić                  | Ivan Dodig Rajeev Ram          | 3-6, 7-6(3), [11-9] | Details |
| 28 mei 4 juni | Roland Garros Parijs, Frankrijk Grand Slam € 18.232.000 - gravel 128S/128Q/64D/32X                      | Rafael Nadal                              | Dominic Thiem                  | 6-4, 6-3, 6-2       | Details |
| 28 mei 4 juni | Roland Garros Parijs, Frankrijk Grand Slam € 18.232.000 - gravel 128S/128Q/64D/32X                      | Pierre-Hugues Herbert Nicolas Mahut       | Oliver Marach Mate Pavić       | 6-2, 7-6(4)         | Details |
| 28 mei 4 juni | Roland Garros Parijs, Frankrijk Grand Slam € 18.232.000 - gravel 128S/128Q/64D/32X                      | Latisha Chan Ivan Dodig                   | Gabriela Dabrowski Mate Pavić  | 6-1, 6-7(5), [10-8] | Details |

### Juni
| Week van | Toernooi                                                                                              | Winnaar(s)                          | Finalist(en)                      | Uitslag finale      | Details |
| -------- | --- | ----------------------------------- | --------------------------------- | ------------------- | ------- |
| 11 juni  | Ricoh Open Rosmalen, Nederland ATP World Tour 250 € 612.755 - gras - 28S/16Q/16D                      | Richard Gasquet                     | Jérémy Chardy                     | 6-3, 7-6(5)         | Details |
| 11 juni  | Ricoh Open Rosmalen, Nederland ATP World Tour 250 € 612.755 - gras - 28S/16Q/16D                      | Dominic Inglot Franko Škugor        | Raven Klaasen Michael Venus       | 7-6(3), 7-5         | Details |
| 11 juni  | Mercedes Cup Stuttgart, Duitsland ATP World Tour 250 € 656.015 - gras - 28S/16Q/16D                   | Roger Federer                       | Milos Raonic                      | 6-4, 7-6(3)         | Details |
| 11 juni  | Mercedes Cup Stuttgart, Duitsland ATP World Tour 250 € 656.015 - gras - 28S/16Q/16D                   | Philipp Petzschner Tim Pütz         | Robert Lindstedt Marcin Matkowski | 7-6(5), 6-3         | Details |
| 18 juni  | Gerry Weber Open Halle, Duitsland ATP World Tour 500 € 1.983.595 - gras - 32S/16Q/16D                 | Borna Ćorić                         | Roger Federer                     | 7-6(6), 3-6, 6-2    | Details |
| 18 juni  | Gerry Weber Open Halle, Duitsland ATP World Tour 500 € 1.983.595 - gras - 32S/16Q/16D                 | Łukasz Kubot Marcelo Melo           | Alexander Zverev Mischa Zverev    | 7-6(1), 6-4         | Details |
| 18 juni  | Aegon Championships Londen, Verenigd Koninkrijk ATP World Tour 500 € 1.983.595 - gras - 32S/16Q/16D   | Marin Čilić                         | Novak Đoković                     | 5-7, 7-6(4), 6-3    | Details |
| 18 juni  | Aegon Championships Londen, Verenigd Koninkrijk ATP World Tour 500 € 1.983.595 - gras - 32S/16Q/16D   | Henri Kontinen John Peers           | Jamie Murray Bruno Soares         | 6-4, 6-3            | Details |
| 25 juni  | Aegon International Eastbourne, Verenigd Koninkrijk ATP World Tour 250 € 661.085 - gras - 28S/16Q/16D | Mischa Zverev                       | Lukáš Lacko                       | 6-4, 6-4            | Details |
| 25 juni  | Aegon International Eastbourne, Verenigd Koninkrijk ATP World Tour 250 € 661.085 - gras - 28S/16Q/16D | Luke Bambridge Jonny O'Mara         | Ken Skupski Neal Skupski          | 7-5, 6-4            | Details |
| 25 juni  | Antalya Open Antalya, Turkije ATP World Tour 250 € 426.145 - gras - 28S/16Q/16D                       | Damir Džumhur                       | Adrian Mannarino                  | 6-1, 1-6, 6-1       | Details |
| 25 juni  | Antalya Open Antalya, Turkije ATP World Tour 250 € 426.145 - gras - 28S/16Q/16D                       | Marcelo Demoliner Santiago González | Sander Arends Matwé Middelkoop    | 7-5, 6-7(6), [10-8] | Details |

### Juli
| Week van      | Toernooi | Winnaar(s)                                | Finalist(en)                              | Uitslag finale             | Details |
| ------------- | --- | ----------------------------------------- | ----------------------------------------- | -------------------------- | ------- |
| 2 juli 9 juli | Wimbledon Londen, Verenigd Koninkrijk Grand Slam £ 15.982.000 - gras 128S/128Q/64D/16Q/48X                                                       | Novak Đoković                             | Kevin Anderson                            | 6-2, 6-2, 7-6(3)           | Details |
| 2 juli 9 juli | Wimbledon Londen, Verenigd Koninkrijk Grand Slam £ 15.982.000 - gras 128S/128Q/64D/16Q/48X                                                       | Mike Bryan Jack Sock                      | Raven Klaasen Michael Venus               | 6-3, 6-7(7), 6-3, 5-7, 7-5 | Details |
| 2 juli 9 juli | Wimbledon Londen, Verenigd Koninkrijk Grand Slam £ 15.982.000 - gras 128S/128Q/64D/16Q/48X                                                       | Alexander Peya Nicole Melichar            | Jamie Murray Viktoryja Azarenka           | 7-6(1), 6-3                | Details |
| 16 juli       | Hall of Fame Tennis Championships Newport, Verenigde Staten ATP World Tour 250 $ 557.050 - gras - 28S/16Q/16D                                    | Steve Johnson                             | Ramkumar Ramanathan                       | 7-5, 3-6, 6-2              | Details |
| 16 juli       | Hall of Fame Tennis Championships Newport, Verenigde Staten ATP World Tour 250 $ 557.050 - gras - 28S/16Q/16D                                    | Jonathan Erlich Artem Sitak               | Marcelo Arévalo Miguel Ángel Reyes-Varela | 6-1, 6-2                   | Details |
| 16 juli       | SkiStar Swedish Open Båstad, Zweden ATP World Tour 250 € 501.345 - gravel - 28S/16Q/16D                                                          | Fabio Fognini                             | Richard Gasquet                           | 6-3, 3-6, 6-1              | Details |
| 16 juli       | SkiStar Swedish Open Båstad, Zweden ATP World Tour 250 € 501.345 - gravel - 28S/16Q/16D                                                          | Julio Peralta Horacio Zeballos            | Simone Bolelli Fabio Fognini              | 6-3, 6-4                   | Details |
| 16 juli       | Plava Laguna Croatia Open Umag Umag, Kroatië ATP World Tour 250 € 501.345 - gravel - 28S/16Q/16D                                                 | Marco Cecchinato                          | Guido Pella                               | 6-2, 7-6(4)                | Details |
| 16 juli       | Plava Laguna Croatia Open Umag Umag, Kroatië ATP World Tour 250 € 501.345 - gravel - 28S/16Q/16D                                                 | Robin Haase Matwé Middelkoop              | Roman Jebavý Jiří Veselý                  | 6-4, 6-4                   | Details |
| 23 juli       | German Open Tennis Championships Hamburg, Duitsland ATP World Tour 500 € 1.619.935 - gravel - 32S/16Q/16D                                        | Nikoloz Basilasjvili                      | Leonardo Mayer                            | 6-4, 0-6, 7-5              | Details |
| 23 juli       | German Open Tennis Championships Hamburg, Duitsland ATP World Tour 500 € 1.619.935 - gravel - 32S/16Q/16D                                        | Julio Peralta Horacio Zeballos            | Oliver Marach Mate Pavić                  | 6-1, 4-6, [10-6]           | Details |
| 23 juli       | BB&T Atlanta Open Atlanta, Verenigde Staten ATP World Tour 250 $ 668.460 - hardcourt - 28S/16Q/16D                                               | John Isner                                | Ryan Harrison                             | 5-7, 6-3, 6-4              | Details |
| 23 juli       | BB&T Atlanta Open Atlanta, Verenigde Staten ATP World Tour 250 $ 668.460 - hardcourt - 28S/16Q/16D                                               | Nicholas Monroe John-Patrick Smith        | Ryan Harrison Rajeev Ram                  | 3-6, 7-6(5), [10-8]        | Details |
| 23 juli       | J. Safra Sarasin Swiss Open Gstaad Gstaad, Zwitserland ATP World Tour 250 € 501.345 - gravel - 28S/16Q/16D                                       | Matteo Berrettini                         | Roberto Bautista Agut                     | 7-6(9), 6-4                | Details |
| 23 juli       | J. Safra Sarasin Swiss Open Gstaad Gstaad, Zwitserland ATP World Tour 250 € 501.345 - gravel - 28S/16Q/16D                                       | Matteo Berrettini Daniele Bracciali       | Denis Moltsjanov Igor Zelenay             | 7-6(2), 7-6(5)             | Details |
| 30 juli       | Citi Open Washington, Verenigde Staten ATP World Tour 500 $ 1.890.165 - hardcourt - 48S/20Q/16D                                                  | Alexander Zverev                          | Alex de Minaur                            | 6-2, 6-4                   | Details |
| 30 juli       | Citi Open Washington, Verenigde Staten ATP World Tour 500 $ 1.890.165 - hardcourt - 48S/20Q/16D                                                  | Jamie Murray Bruno Soares                 | Mike Bryan Édouard Roger-Vasselin         | 3-6, 6-3, [10-4]           | Details |
| 30 juli       | Generali Open Kitzbühel Kitzbühel, Oostenrijk ATP World Tour 250 € 501.345 - gravel - 28S/16Q/16D                                                | Martin Kližan                             | Denis Istomin                             | 6-2, 6-2                   | Details |
| 30 juli       | Generali Open Kitzbühel Kitzbühel, Oostenrijk ATP World Tour 250 € 501.345 - gravel - 28S/16Q/16D                                                | Roman Jebavý Andrés Molteni               | Daniele Bracciali Federico Delbonis       | 6-2, 6-4                   | Details |
| 30 juli       | Abierto Mexicano de Tenis Mifel presentado por Cinemex Cabo San Lucas (Los Cabos), Mexico ATP World Tour 250 $ 715.455 - hardcourt - 28S/15Q/16D | Fabio Fognini                             | Juan Martín del Potro                     | 6-4, 6-2                   | Details |
| 30 juli       | Abierto Mexicano de Tenis Mifel presentado por Cinemex Cabo San Lucas (Los Cabos), Mexico ATP World Tour 250 $ 715.455 - hardcourt - 28S/15Q/16D | Marcelo Arévalo Miguel Ángel Reyes-Varela | Taylor Fritz Thanasi Kokkinakis           | 6-4, 6-4                   | Details |

### Augustus
| Week van                | Toernooi | Winnaar(s)                         | Finalist(en)                              | Uitslag finale      | Details |
| ----------------------- | --- | ---------------------------------- | ----------------------------------------- | ------------------- | ------- |
| 6 augustus              | Coupe Rogers Toronto, Canada ATP World Tour Masters 1000 $ 5.315.025 - hardcourt - 56S/28Q/24D                         | Rafael Nadal                       | Stéfanos Tsitsipás                        | 6-2, 7-6(4)         | Details |
| 6 augustus              | Coupe Rogers Toronto, Canada ATP World Tour Masters 1000 $ 5.315.025 - hardcourt - 56S/28Q/24D                         | Henri Kontinen John Peers          | Raven Klaasen Michael Venus               | 6-2, 6-7(7), [10-6] | Details |
| 13 augustus             | Western & Southern Open Cincinnati, Verenigde Staten ATP World Tour Masters 1000 $ 5.669.360 - hardcourt - 56S/28Q/24D | Novak Đoković                      | Roger Federer                             | 6-4, 6-4            | Details |
| 13 augustus             | Western & Southern Open Cincinnati, Verenigde Staten ATP World Tour Masters 1000 $ 5.669.360 - hardcourt - 56S/28Q/24D | Jamie Murray Bruno Soares          | Juan Sebastián Cabal Robert Farah Maksoud | 4-6, 6-3, [10-6]    | Details |
| 20 augustus             | Winston-Salem Open Winston-Salem, Verenigde Staten ATP World Tour 250 $ 691.415 - hardcourt - 48S/16Q/16D              | Daniil Medvedev                    | Steve Johnson                             | 6-4, 6-4            | Details |
| 20 augustus             | Winston-Salem Open Winston-Salem, Verenigde Staten ATP World Tour 250 $ 691.415 - hardcourt - 48S/16Q/16D              | Jean-Julien Rojer Horia Tecău      | James Cerretani Leander Paes              | 6-4, 6-2            | Details |
| 27 augustus 3 september | US Open New York, Verenigde Staten Grand Slam $ 25.282.400 - hardcourt 128S/128Q/64D/32X                               | Novak Đoković                      | Juan Martín del Potro                     | 6-3, 7-6(4), 6-3    | Details |
| 27 augustus 3 september | US Open New York, Verenigde Staten Grand Slam $ 25.282.400 - hardcourt 128S/128Q/64D/32X                               | Mike Bryan Jack Sock               | Łukasz Kubot Marcelo Melo                 | 6-3, 6-1            | Details |
| 27 augustus 3 september | US Open New York, Verenigde Staten Grand Slam $ 25.282.400 - hardcourt 128S/128Q/64D/32X                               | Bethanie Mattek-Sands Jamie Murray | Alicja Rosolska Nikola Mektić             | 2-6, 6-3, [11-9]    | Details |

### September
| Week van     | Toernooi                                                                                                  | Winnaar(s)                                        | Finalist(en)                          | Uitslag finale   | Details |
| ------------ | --- | ------------------------------------------------- | ------------------------------------- | ---------------- | ------- |
| 10 september | Davis Cup (halve finales)                                                                                 | Frankrijk 3-2 Spanje Kroatië 3-2 Verenigde Staten |                                       |                  | Details |
| 17 september | St. Petersburg Open Sint-Petersburg, Rusland ATP World Tour 250 $ 1.175.190 - hardcourt (i) - 28S/16Q/16D | Dominic Thiem                                     | Martin Kližan                         | 6-3, 6-1         | Details |
| 17 september | St. Petersburg Open Sint-Petersburg, Rusland ATP World Tour 250 $ 1.175.190 - hardcourt (i) - 28S/16Q/16D | Matteo Berrettini Fabio Fognini                   | Roman Jebavý Matwé Middelkoop         | 7-6(6), 7-6(4)   | Details |
| 17 september | Moselle Open Metz, Frankrijk ATP World Tour 250 € 501.345 - hardcourt (i) - 28S/16Q/16D                   | Gilles Simon                                      | Matthias Bachinger                    | 7-6(2), 6-1      | Details |
| 17 september | Moselle Open Metz, Frankrijk ATP World Tour 250 € 501.345 - hardcourt (i) - 28S/16Q/16D                   | Nicolas Mahut Édouard Roger-Vasselin              | Ken Skupski Neal Skupski              | 6-1, 7-5         | Details |
| 24 september | Chengdu Open Chengdu, China ATP World Tour 250 $ 1.070.040 - hardcourt - 28S/16Q/16D                      | Bernard Tomic                                     | Fabio Fognini                         | 6-1, 3-6, 7-6(7) | Details |
| 24 september | Chengdu Open Chengdu, China ATP World Tour 250 $ 1.070.040 - hardcourt - 28S/16Q/16D                      | Ivan Dodig Mate Pavić                             | Austin Krajicek Jeevan Nedunchezhiyan | 6-2, 6-4         | Details |
| 24 september | Shenzhen Open Shenzhen, China ATP World Tour 250 $ 733.655 - hardcourt - 28S/16Q/16D                      | Yoshihito Nishioka                                | Pierre-Hugues Herbert                 | 7-5, 2-6, 6-4    | Details |
| 24 september | Shenzhen Open Shenzhen, China ATP World Tour 250 $ 733.655 - hardcourt - 28S/16Q/16D                      | Ben McLachlan Joe Salisbury                       | Robert Lindstedt Rajeev Ram           | 7-6(5), 7-6(4)   | Details |

### Oktober
| Week van   | Toernooi | Winnaar(s)                           | Finalist(en)                        | Uitslag finale      | Details |
| ---------- | --- | ------------------------------------ | ----------------------------------- | ------------------- | ------- |
| 1 oktober  | China Open Peking, China ATP World Tour 500 $ 3.401.860 - hardcourt - 32S/16Q/16D                           | Nikoloz Basilasjvili                 | Juan Martín del Potro               | 6-4, 6-4            | Details |
| 1 oktober  | China Open Peking, China ATP World Tour 500 $ 3.401.860 - hardcourt - 32S/16Q/16D                           | Łukasz Kubot Marcelo Melo            | Oliver Marach Mate Pavić            | 6-1, 6-4            | Details |
| 1 oktober  | Rakuten Japan Open Tokio, Japan ATP World Tour 500 $ 1.781.930 - hardcourt - 32S/16Q/16D                    | Daniil Medvedev                      | Kei Nishikori                       | 6-2, 6-4            | Details |
| 1 oktober  | Rakuten Japan Open Tokio, Japan ATP World Tour 500 $ 1.781.930 - hardcourt - 32S/16Q/16D                    | Ben McLachlan Jan-Lennard Struff     | Raven Klaasen Michael Venus         | 6-4, 7-5            | Details |
| 8 oktober  | Shanghai Rolex Masters Shanghai, China ATP World Tour Masters 1000 $ 7.086.700 - hardcourt - 56S/28Q/24D    | Novak Đoković                        | Borna Ćorić                         | 6-3, 6-4            | Details |
| 8 oktober  | Shanghai Rolex Masters Shanghai, China ATP World Tour Masters 1000 $ 7.086.700 - hardcourt - 56S/28Q/24D    | Łukasz Kubot Marcelo Melo            | Jamie Murray Bruno Soares           | 6-4, 6-2            | Details |
| 15 oktober | Kremlin Cup Moskou, Rusland ATP World Tour 250 $ 856.445 - hardcourt (i) - 28S/16Q/16D                      | Karen Chatsjanov                     | Adrian Mannarino                    | 6-2, 6-2            | Details |
| 15 oktober | Kremlin Cup Moskou, Rusland ATP World Tour 250 $ 856.445 - hardcourt (i) - 28S/16Q/16D                      | Austin Krajicek Rajeev Ram           | Maks Mirni Philipp Oswald           | 7-6(4), 6-4         | Details |
| 15 oktober | Stockholm Open Stockholm, Zweden ATP World Tour 250 € 612.755 - hardcourt (i) - 28S/16Q/16D                 | Stéfanos Tsitsipás                   | Ernests Gulbis                      | 6-4, 6-4            | Details |
| 15 oktober | Stockholm Open Stockholm, Zweden ATP World Tour 250 € 612.755 - hardcourt (i) - 28S/16Q/16D                 | Luke Bambridge Jonny O'Mara          | Marcus Daniell Wesley Koolhof       | 7-5, 7-6(8)         | Details |
| 15 oktober | European Open Antwerpen, België ATP World Tour 250 € 612.755 - hardcourt (i) - 28S/16Q/16D                  | Kyle Edmund                          | Gaël Monfils                        | 3-6, 7-6(2), 7-6(4) | Details |
| 15 oktober | European Open Antwerpen, België ATP World Tour 250 € 612.755 - hardcourt (i) - 28S/16Q/16D                  | Nicolas Mahut Édouard Roger-Vasselin | Marcelo Demoliner Santiago González | 6-4, 7-5            | Details |
| 22 oktober | Erste Bank Open Wenen, Oostenrijk ATP World Tour 500 € 2.198.250 - hardcourt (i) - 32S/16Q/16D              | Kevin Anderson                       | Kei Nishikori                       | 6-3, 7-6(3)         | Details |
| 22 oktober | Erste Bank Open Wenen, Oostenrijk ATP World Tour 500 € 2.198.250 - hardcourt (i) - 32S/16Q/16D              | Joe Salisbury Neal Skupski           | Mike Bryan Édouard Roger-Vasselin   | 7-6(5), 6-3         | Details |
| 22 oktober | Swiss Indoors Basel Bazel, Zwitserland ATP World Tour 500 € 1.984.420 - hardcourt (i) - 32S/16Q/16D         | Roger Federer                        | Marius Copil                        | 7-6(5), 6-4         | Details |
| 22 oktober | Swiss Indoors Basel Bazel, Zwitserland ATP World Tour 500 € 1.984.420 - hardcourt (i) - 32S/16Q/16D         | Dominic Inglot Franko Škugor         | Alexander Zverev Mischa Zverev      | 6-2, 7-5            | Details |
| 29 oktober | Rolex Paris Masters Parijs, Frankrijk ATP World Tour Masters 1000 € 4.872.105 - hardcourt (i) - 48S/24Q/24D | Karen Chatsjanov                     | Novak Đoković                       | 7-5, 6-4            | Details |
| 29 oktober | Rolex Paris Masters Parijs, Frankrijk ATP World Tour Masters 1000 € 4.872.105 - hardcourt (i) - 48S/24Q/24D | Marcel Granollers Rajeev Ram         | Jean-Julien Rojer Horia Tecău       | 6-4, 6-4            | Details |

### November
| Week van    | Toernooi                                                                                                   | Winnaar(s)           | Finalist(en)                        | Uitslag finale           | Details       |
| ----------- | --- | -------------------- | ----------------------------------- | ------------------------ | ------------- |
| 5 november  | Next Generation ATP Finals Milaan, Italië Next Generation ATP Finals $ 1.335.000 - hardcourt (i) - 8S (RR) | Stéfanos Tsitsipás   | Alex de Minaur                      | 2-4, 4-1, 4-3(3), 4-3(3) | Details       |
| 12 november | Nitto ATP Finals Londen, Verenigd Koninkrijk ATP Finals $ 8.500.000 - hardcourt (i) - 8S/8D (RR)           | Alexander Zverev     | Novak Đoković                       | 6-4, 6-3                 | Details       |
| 12 november | Nitto ATP Finals Londen, Verenigd Koninkrijk ATP Finals $ 8.500.000 - hardcourt (i) - 8S/8D (RR)           | Mike Bryan Jack Sock | Pierre-Hugues Herbert Nicolas Mahut | 5-7, 6-1, [13-11]        | Details       |
| 19 november | Davis Cup (finale)                                                                                         | Kroatië              | Frankrijk                           | 3-1                      | Details       |
| 26 november | Geen toernooi                                                                                              | Geen toernooi        | Geen toernooi                       | Geen toernooi            | Geen toernooi |

### December
Geen toernooien

## Overzicht ondergronden
| Januari                  | Januari | Januari | Januari | Februari | Februari | Februari | Februari | Maart | Maart | Maart | Maart | Maart | April | April | April | April | Mei | Mei | Mei | Mei | Mei | Juni | Juni | Juni | Juni | Juli | Juli | Juli | Juli | Augustus | Augustus | Augustus | Augustus | Augustus | September | September | September | September | Oktober | Oktober | Oktober | Oktober | November | November | November | November | November | December | December | December | December |
| ↓ Hardcourt (28 weken) ↓ |         |         |         |          |          |          |          |       |       |       |       |       |       |       |       |       |     |     |     |     |     |      |      |      |      |      |      |      |      |          |          |          |          |          |           |           |           |           |         |         |         |         |          |          |          |          |          |          |          |          |          |
|                          |         |         |         |          |          |          |          |       |       |       |       |       |       |       |       |       |     |     |     |     |     |      |      |      |      |      |      |      |      |          |          |          |          |          |           |           |           |           |         |         |         |         |          |          |          |          |          |          |          |          |          |
| ↓ Gravel (16 weken) ↓    |         |         |         |          |          |          |          |       |       |       |       |       |       |       |       |       |     |     |     |     |     |      |      |      |      |      |      |      |      |          |          |          |          |          |           |           |           |           |         |         |         |         |          |          |          |          |          |          |          |          |          |
|                          |         |         |         |          |          |          |          |       |       |       |       |       |       |       |       |       |     |     |     |     |     |      |      |      |      |      |      |      |      |          |          |          |          |          |           |           |           |           |         |         |         |         |          |          |          |          |          |          |          |          |          |
| ↓ Gras (6 weken) ↓       |         |         |         |          |          |          |          |       |       |       |       |       |       |       |       |       |     |     |     |     |     |      |      |      |      |      |      |      |      |          |          |          |          |          |           |           |           |           |         |         |         |         |          |          |          |          |          |          |          |          |          |
|                          |         |         |         |          |          |          |          |       |       |       |       |       |       |       |       |       |     |     |     |     |     |      |      |      |      |      |      |      |      |          |          |          |          |          |           |           |           |           |         |         |         |         |          |          |          |          |          |          |          |          |          |

|  | = Grandslamtoernooi |  | = Davis Cup (ondergrond bepaald door thuisspelend land) |

## Statistieken toernooien

### Toernooien per ondergrond
| Ondergrond   | Aantal | Buiten/binnen | Aantal |
| ------------ | ------ | ------------- | ------ |
| Hardcourt    | 39     | Buiten        | 23     |
| Hardcourt    | 39     | Binnen        | 16     |
| Gravel       | 22     | Buiten        | 21     |
| Gravel       | 22     | Binnen        | 1      |
| Gras         | 8      | Buiten        | 8      |
| Verschillend | 1      | Verschillend  | 1      |
| Totaal       | 70     |               |        |

### Toernooien per continent
| Continent     | Aantal |
| ------------- | ------ |
| Europa        | 37     |
| Noord-Amerika | 14     |
| Azië          | 8      |
| Oceanië       | 5      |
| Zuid-Amerika  | 4      |
| Afrika        | 1      |
| Verschillend  | 1      |
| Totaal        | 70     |

### Toernooien per land
| Aantal | Land |
| ------ | --- |
| 11     | Verenigde Staten |
| 6      | Frankrijk |
| 4      | Australië, Duitsland, China, Verenigd Koninkrijk |
| 3      | Zwitserland |
| 2      | Brazilië, Italië, Mexico, Nederland, Oostenrijk, Rusland, Spanje, Turkije, Zweden                                                                               |
| 1      | Argentinië, België, Bulgarije, Canada, Ecuador, Hongarije, Kroatië, India, Japan, Monaco, Marokko, Nieuw-Zeeland, Portugal, Qatar, Verenigde Arabische Emiraten |

### Baansnelheid
| Court Pace Index - Masters 1000                      |
| ---------------------------------------------------- |
|                                                      |
| ■ Traag ■ Medium traag ■ Medium ■ Medium snel ■ Snel |

Bron: Masters 1000 Court Speed in 2018 Perfect-tennis.com